# Mézilles
Mézilles är en kommun i departementet Yonne i regionen Bourgogne-Franche-Comté i norra Frankrike. Kommunen ligger i kantonen Saint-Fargeau som tillhör arrondissementet Auxerre. År 2022 hade Mézilles 516 invånare.

## Befolkningsutveckling
Antalet invånare i kommunen Mézilles
| Referens: INSEE |